# 莉莉 (南达科他州)
莉莉（英語：Lily），是美国南达科他州下属的一座城市。根据2010年美国人口普查，该市有人口4人。论人口在本州排行第309。